# Extasy Records
Extasy Records is een onafhankelijk platenlabel, opgestart in april 1986 door drummer/toetsenist Yoshiki Hayashi, bekend van de band X Japan (voorheen X).
De eerste uitgave (1 april 1986) die verscheen via het label was de eerste ep van X, gevolgd door het debuutalbum Vanishing Vision in 1988. 
Ook heeft het label zich beziggehouden met het organiseren van het Extasy Summit Festival, eind jaren 80 en begin jaren 90. Dit festival bevatte een serie aan evenementen met doel het publiek bloot te stellen aan onbekend muzikaal talent uit Japan.

## (Oud) gecontracteerde bands
- Luna Sea
- Poison Arts
- Glay
- Zi:Kill
- Tokyo Yankees
- Ex-ans
- Ladies Room
- Youthquake
- Gilles De Rais
- Virus
- Screaming Mad George & Psychosis
- Hypermania
- Deep
- The Zolge
- Media-Youth
- The Hate Honey
- Breath
- Lovianrose
- Acid Bell

## Uitgaven

### 1986
- X / Orgasm (ep)
- Poison Arts / Mystery Temptation (ep)

### 1987
Geen uitgaven

### 1988
- X / Vanishing Vision (lp)
- X Japan / Kurenai (Original Japanese Version) (samen met Rockin'f)
- Ladies Room / Swapping Party (ep)

### 1989
- Zi:Kill / Shin Sekai ~ Real Of The World (lp/cd)
- Ladies Room / Sex Sex Sex (lp/cd)
- X / Vanishing Vision (cd)

### 1990
- Zi:Kill / Close Dance (cd)
- Virus / Material (cd)
- Ex-ans / Habit Of Sex (cd)

### 1991
- Luna Sea / Luna Sea (cd)
- Tokyo Yankees / Do The Dirty (cd)

### 1992
- Gilles De Rais / Satsui (cd)
- Extasy Summit Video (Vol. 1): Live 1991 (Video)
- The Zolge / Deadly Sanctuary (cd)
- Zi:Kill / Tomorrow... (cd)
- Tokyo Yankees / Overdoing (cd)
- Screaming Mad George & Psychosis / Paranoiascape (cd)

### 1993
- Gilles De Rais / Because (cd)
- Media-Youth / Awake Of Youth (cd)
- Deep / Dear Rockers (cd)
- Extasy Summit Video (Vol. 2): Live 1992 (Video)
- Screaming Mad George & Psychosis / Transmutation (cd)

### 1994
- Deep / Rojiura To Shonen (cd)
- Youthquake / Quakedope (cd)
- Glay / Hai To Diamond (cd)

### 1995
- Hypermania / Niji No Mukoue (cd)
- Breath / Garakuta No Uta (cd)

### 1996
- Hypermania / Together Along (cd)
- Acid Bell / Speak? (cd)

### 1997
- The Hate Honey / Detroit (cd)

### 1998
- La Vieen Rose / Hitoshi 1Sai-3Sai (cd)
- Compilatie-cd Lightning & Thunder

### 1999
Geen uitgaven

### 2000
- Compilatie-cd History Of Extasy: 15th Anniversary